# 拉斯維加斯大都會酒店
拉斯維加斯康士登酒店（The Cosmopolitan of Las Vegas）是一間位於美國內華達州天堂市賭城大道上的高級度假村酒店和賭場，位於百樂宮南方、賭城大道西側，由兩棟摩天大樓組成。酒店在2005年10月動工興建，並於2010年12月15日開幕，總投資金額為39億美元。酒店內包含2,995間客房、賭場、商場、多間餐廳與酒吧、水療健身中心、劇院與會議中心等設施。

## 設施
大都會酒店共有2,995間客房，其中許多客房都附有私人露台。此外酒店內亦設有75,000平方英尺（7,000平方）的賭場、300,000平方英尺（28,000平方）的零售餐飲空間、40,000平方英尺（3,700平方）的水療與健身中心、一座1,800個座位的劇院，以及150,000平方英尺（14,000平方）的會議中心。大都會酒店的賭場面對賭城大道。酒店另有三種不同類型的游泳池：一般泳池、賭場泳池以及夜總會泳池。
大都會酒店內的「天幕日夜總會」（Marquee Nightclub & Dayclub）是美國營業額最高的夜總會之一。在2014年1月，大都會酒店增設了一間名為「Rose. Rabbit. Lie.」的夜總會式餐廳，其中有巡迴馬戲團「Spiegelworld」演出的《Vegas Nocturne》節目。

## 爭議
2011年4月7日，大都會酒店的保全人員將一位名為史蒂芬妮（Stephanie）的跨性別顧客從女廁中逐出，對她拍攝照片，並威嚇她若不立即離開將終身不得進入酒店。在事件發生後不久，酒店的Facebook頁面湧入大量的抗議留言，使得酒店隨後發表了一份對跨性別社群和史蒂芬妮的道歉聲明，並表示「隨時歡迎她重新造訪酒店」。這起事件也讓酒店加強了員工對於敏感議題的處理訓練。

## 資料來源
1. ↑  . 新浪網. 2014-05-15  [2017-05-15]. （原始内容存档于2017-10-28）.
2. ↑  Arnold M. Knightly. . Las Vegas Review-Journal. 2010-03-20  [2014-02-19]. （原始内容存档于2012-10-02）.
3. ↑  Domanick, Andrea. . Las Vegas Sun. 2013-02-21  [2014-02-19]. （原始内容存档于2014-02-01）.
4. ↑  . Las Vegas Sun. 2011-04-27  [2014-02-19]. （原始内容存档于2014-02-16）.

## 外部連結
- 拉斯維加斯大都會酒店 （页面存档备份，存于）